# Кобилев, Алексей Григорьевич
Алексей Григорьевич Кобилев (1906—1980) — советский учёный-геолог, профессор, директор геологической службы 1-го ранга.

## Биография
Родился 30 марта 1906 года в селе Ново-Никольском Ново-Спасской волости Хвалынского уезда Саратовской губернии в семье крестьянина.
В 1924 году окончил школу 2-й ступени в Хвалынске и прошёл специальную подготовку для поступления в институт. В 1925 году он успешно сдал экзамены сразу в два вуза — Саратовский сельскохозяйственный институт и Донской политехнический институт, выбрав для учёбы второй.
В 1926—1930 годах учился в Донском политехническом институте на горном факультете. Получил квалификацию горного инженера по геологоразведочной специальности. Был рекомендован профессором П. Н. Чирвинским для подготовки к научной деятельности, оставлен аспирантом на кафедре минералогии и петрографии. Институтскими наставниками Алексея Григорьевича были видные учёные-геологи, профессора — П. Н. Чирвинский, П. П. Сущинский.
В 1932—1937 годах работал в экспедициях. В марте 1938 года ВАК присвоил ему учёную степень кандидата геолого-минералогических наук и учёное звание доцента. В предвоенные годы был заместителем директора Новочеркасского индустриального (политехнического) института по учебно-научной работе.
В 1940 году Алексей Григорьевич был избран вторым секретарём Новочеркасского горкома ВКП(б), а в декабре 1941 года — первым секретарём горкома и назначен председателем комитета обороны города. С декабря 1942 по март 1943 — работал в Москве в ЦК ВКП(б) ответственным организатором организационно-инструкторского отдела.
С марта 1943 по август 1947 — секретарь Ростовского обкома по угольной промышленности и энергетике, а затем — 3-й секретарь того же обкома. Руководил работами по возрождению угольных шахт Донбасса.
В последующие годы он возглавлял более четверти века кафедру минералогии и петрографии, с 1952 по 1958 годы был директором Новочеркасского политехнического института. В этот период донской вуз был награждён орденом Трудового Красного Знамени. В 1953 году защитил в Москве в Институте геологических наук АН СССР докторскую диссертацию по теме: «Литологические исследования угленосной формации Восточного и прилегающих площадей Большого Донбасса».
Занимался общественной деятельностью. Неоднократно избирался членом бюро Городского комитета КПСС Новочеркасска, членом Ростовского обкома КПСС, депутатом Новочеркасского городского и Ростовского областного Советов депутатов трудящихся.
Умер 27 февраля 1980 года.

## Память
В честь Кобилева назван музей горно-геологического факультета ЮРГТУ (НПИ): «Минералогический музей им. А. Г. Кобилева».

## Награды
Награждён орденами Ленина, Трудового Красного Знамени, Красной Звезды, двумя орденами «Знак Почёта», а также медалями.

## Интересные факты
- В годы комсомольской юности Кобилева в Саратовскую губернию по приглашению всесоюзного старосты М. И. Калинина приехал известный американский писатель и журналист Альберт Рис Вильямс — первый зарубежный биограф В. И. Ленина. Алексею Кобилеву было поручено познакомить гостя с жизнью хвалынских крестьян. В течение нескольких месяцев Кобилев помогал любознательному американцу, в результате чего Вильямс и Кобилев сблизились и подружились.
- В 1954 году принимал в политехническом институте прославленного гостя — советского писателя М. А. Шолохова.